# La respuesta (canción)
«La respuesta» es una canción del grupo chileno Los Tres, publicada en su disco La Sangre en el Cuerpo de 1999. Es el segundo sencillo promocional del álbum y el último que tiene videoclip antes de su momentánea separación.

## Contenido
Este tema, al igual que No me falles cuenta con grandes influencias a The Beatles, escrito por Álvaro Henriquez y Roberto Lindl. El tema trata acerca de una carta de amor y la respuesta a ésta. Por lo tanto es una canción de amor, como -según Álvaro- es casi todo el álbum La sangre en el cuerpo.
Este tema muy pocas veces fue interpretado en vivo, a diferencia de No me falles.

## Registro
Este es sin duda, uno de los temas más roqueros de "La Sangre en el Cuerpo" y pertenece al segundo sencillo promocional de este álbum. Este tema salió a las radios chilenas el 11 de octubre y a pocos días del cambio de milenio, cuenta con una excelente aceptación de los medios y el público.
Tal como sucedió con "No me falles", este tema también tiene un videoclip dirigido por Carlos Moena y cuenta con la participación de 18 bailarines que hicieron lo suyo, bajo la tutela de Osvaldo Ainzúa. La sesión de filmación se hizo el 7 de noviembre de 1999 en la mina Rinconada de Maipú.
El estreno de este video se hizo a través de la página oficial de Radio Zero en la semana del 1 de diciembre y a partir de la segunda quincena de este mes, comenzará rotar en los canales de TV abierta y por supuesto, TV Cable.

## Video musical
El tema cuenta con un videoclip dirigido por Carlos Moena (quien dirigió anteriormente el videoclip del tema No me falles). Antes que Sinergia, Los Tres ya se habían puesto el overol rojo. En el desierto, sobre un escenario y sin público, el video presenta sin disimulo este pastiche de la película “Jesucristo Superestrella” (Norman Jewison, 1973), con un ballet que baila con ropa de ensayo, mientras Álvaro Henríquez canta y toca la guitarra con el pelo a lo McCartney. Polvoriento, raro, y a momentos divertido, este es el último video del cuarteto original de Los Tres, en el noveno corte del quinto y último disco de la banda antes del paréntesis que los separó hasta el 2006.